# Görög uralkodók házastársainak listája
Ez a lap a görög uralkodók házastársainak listája.

## Görögország királynéja (1832–62)

### Pfalz–Zweibrückeni-ház
| Portré | Uralkodói név              | Felmenője                                          | Születése          | Házasságkötése     | Uralkodói hitvessé válása | Uralkodói hitvesi terminusa vége       | Halála                      | Házastársa | Forr. |
| ------ | -------------------------- | -------------------------------------------------- | ------------------ | ------------------ | ------------------------- | -------------------------------------- | --------------------------- | ---------- | ----- |
|        | Oldenburgi Amália királyné | I. Ágost, Oldenburg hercege (Holstein–Gottorpfiak) | 1836. november 22. | 1836. november 22. | 1836. november 22.        | 1862. október 23. hitvese trónfosztása | 1875. május 20. (57 évesen) | I. Ottó    | [ 1 ] |

## A Hellének királynéja (1863–1973)

### Schleswig–Holstein–Sonderburg–Glücksburg-ház
| Portré | Uralkodói név                           | Felmenője                                                            | Születése           | Házasságkötése       | Uralkodói hitvessé válása                 | Uralkodói hitvesi terminusa vége        | Halála                         | Házastársa     | Forr. |
| ------ | --------------------------------------- | -------------------------------------------------------------------- | ------------------- | -------------------- | ----------------------------------------- | --------------------------------------- | ------------------------------ | -------------- | ----- |
|        | Olga Konsztantyinovna Romanova királyné | Konsztantyin Nyikolajevics Romanov (Holstein–Gottorp–Romanovok)      | 1851. szeptember 3. | 1867. október 27.    | 1867. október 27.                         | 1913. március 18. hitvese meggyilkolása | 1926. június 18. (74 évesen)   | I. György      | [ 2 ] |
|        | Poroszországi Zsófia királyné           | III. Frigyes német császár és porosz király (Hohenzollernek)         | 1870. június 14.    | 1889. október 27.    | 1913. március 18. hitvese trónra lépte    | 1917. június 11. hitvese lemondása      | 1932. január 13. (61 évesen)   | I. Konstantin  | [ 3 ] |
|        | Aspasia Manos Madame Manos              | Petros Manos és Maria Argyropoulos                                   | 1896. szeptember 4. | 1919. november 4.    | 1919. november 4.                         | 1920. október 25. hitvese halála        | 1972. augusztus 7. (75 évesen) | Sándor         | [ 4 ] |
|        | Poroszországi Zsófia királyné           | III. Frigyes német császár és porosz király (Hohenzollernek)         | 1870. június 14.    | 1889. október 27.    | 1920. december 19. hitvese trónra lépte   | 1922. szeptember 27. hitvese lemondása  | 1932. január 13. (61 évesen)   | I. Konstantin  | [ 3 ] |
|        | Romániai Erzsébet királyné              | I. Ferdinánd román király (Hohenzollern–Sigmaringenek)               | 1894. október 12.   | 1921. február 27.    | 1922. szeptember 27. hitvese trónra lépte | 1924. március 25. hitvese trónfosztása  | 1956. november 15. (62 évesen) | II. György     | [ 5 ] |
|        | Hannoveri Friderika királyné            | Ernő Ágost braunschweigi herceg (Hannoveriek)                        | 1917. április 18.   | 1938. január 9.      | 1947. április 1. hitvese trónra lépte     | 1964. március 6. hitvese halála         | 1981. február 6. (63 évesen)   | Pál            | [ 6 ] |
|        | Dániai Anna-Mária királyné              | IX. Frigyes dán király (Schleswig–Holstein–Sonderburg–Glücksburgiak) | 1946. augusztus 30. | 1964. szeptember 18. | 1964. szeptember 18.                      | 1973. június 1. hitvese trónfosztása    | (78 éves)                      | II. Konstantin | [ 7 ] |

## Forrás
1. ↑  Amelie Marie Friederike von Holstein-Gottorp Oldenburg, Princess of Bavaria, Queen consort of Greece (angol nyelven) (html). Geni.com
2. ↑  Olga Constantinovna Romanova, Grand Duchess, Queen Consort of the Hellenes (angol nyelven) (html). Geni.com
3. 1 2  Sophia Dorothea Ulrike Alice of Prussia, Queen consort of the Hellenes (angol nyelven) (html). Geni.com
4. ↑  Aspasia Manos, Princess Alexander of Greece and Denmark (angol nyelven) (html). Geni.com
5. ↑  Elisabeth Charlotte Josephine Alexandra Victoria von Hohenzollern-Sigmaringen, Queen of the Hellenes (angol nyelven) (html). Geni.com
6. ↑  Queen Frederika Luise Thyra Victoria Margarita Sophia Olga Cecilia Isabella Christa of Hanover, Queen of the Hellenes (angol nyelven) (html). Geni.com
7. ↑  Queen Anne-Marie Dagmar Ingrid of Danmark, Queen of the Hellenes (angol nyelven) (html). Geni.com